# Alsos Ruso

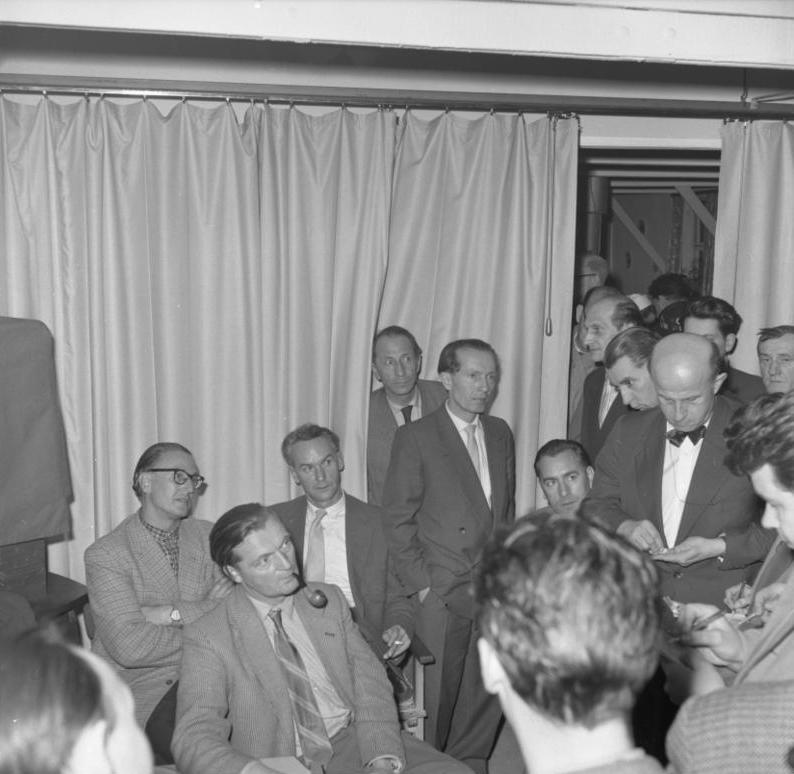
Científicos alemanes repatriados desde Sukhumi en febrero de 1958

El proyecto Alsos Ruso fue una operación soviética que tuvo lugar a principios de 1945 en Alemania, Austria y Checoslovaquia, cuyos objetivos eran la explotación de instalaciones relacionadas con la investigación atómica, la adquisición de recursos y la captación de personal científico, con la finalidad de acelerar el proyecto atómico de la URSS.
Los científicos soviéticos, beneficiados por la información enviada por espías infiltrados en el Proyecto Manhattan estadounidense, podrían haber llegado a desarrollar su propia bomba atómica sin el refuerzo de investigadores y equipamiento germanos. Sin embargo, las contribuciones alemanas prosperaron, gracias a un generoso programa de premios estatales ofrecidos tras la segunda prueba nuclear soviética, (una bomba basada en uranio). Los premios se centraron en investigaciones basadas en la producción de uranio y separación de isótopos radiactivos. La adquisición de una cantidad significativa de uranio tras el fin de la guerra -poco antes de su primera prueba nuclear, de una bomba basada en plutonio- también aceleró el proyecto atómico ruso que, en suma, obtuvo resultados que esperaban alcanzar al cabo de otro año.

## Contexto
Poco antes del fin de la Segunda Guerra Mundial en Europa, los aliados soviéticos y occidentales ya estaban preparando sus planes para transferir equipo científico alemán y captar a los especialistas que habían conducido proyectos pioneros para el Tercer Reich. Los EE. UU. ya habían trazado la Operación Paperclip y los rusos habían enviado "brigadas de recuperación" entre sus fuerzas militares. En el área de investigación atómica, los EE. UU. habían proyectado la Operación Alsos, y los rusos no tardaron en crear su propia versión. Aunque los aspectos operativos de la misión quedaron en manos de las "brigadas de recuperación", el planteamiento soviético sobre apropiación de instalaciones atómicas, documentación y personal era más refinado que el aliado. Este planteamiento se cambió por decreto a finales de 1944, proponiendo la formación de equipos especializados en recuperación científica para principios de 1945. De cualquier manera, el equivalente soviético a Alsos era un plan de mayores dimensiones, que incluía el desplazamiento general de instalaciones científicas al territorio de la Unión Soviética.

## Los equipos especializados
El 18 de septiembre de 1944, un decreto estableció una fuerza especializada dentro del Главное Управление (Glávnoe Upravlénie), el XIV Directorio de Jefatura del NKVD destinado concretamente a promover el trabajo de científicos alemanes invitados a la URSS. La cabeza de este Directorio era el coronel general Avraami Pávlovich Zavenyaguin. Lavrenti Beria, el 23 de marzo de 1945, sugirió en la oficina de Stalin la posibilidad de enviar equipos especializados al territorio alemán para localizar y recuperar tecnología y especialistas relacionados con la investigación atómica. Al día siguiente, dio las órdenes pertinentes a Ígor Kurchátov, responsable del Laboratorio n.º 2, para iniciar los trámites de solicitud al necesarios para la formación de estos equipos de búsqueda y rescate a Alemania, Austria y Checoslovaquia. Ese mismo día, Beria firmó una orden poniendo a Zavenyaguin al mando de una operación destinada a localizar y deportar científicos atómicos alemanes y a otros que pudieran ser de utilidad al proyecto ruso de la bomba atómica. Las cuestiones operativas del proyecto se encomendaron al SMERSH, el servicio de contrainteligencia militar. Dos miembros del Laboratorio n.º 2, Lev Andréievich Artsimóvich y Yuli Borísovich Jaritón fueron nombrados responsables científicos de la operación. Aunque el personal científico del centro -el único laboratorio atómico en territorio soviético en aquel momento- apenas llegaba a un centenar, casi 40 de ellos fueron enviados a Alemania.

### Equipo de búsqueda principal - Alemania
La Batalla de Berlín fue una de las últimas grandes confrontaciones de la Segunda Guerra Mundial. Dada la gran cantidad de instalaciones científicas situadas en Berlín y sus inmediaciones, esta área era uno de los objetivos esenciales para los equipos de búsqueda y recuperación. La proximidad de las tropas estadounidenses, en rápido avance hacia Berlín, hacía que la misión tuviese carácter de urgencia. Las tropas soviéticas abrieron brecha en las defensas germanas el 25 de abril de 1945, y el 2 de mayo siguiente la URSS anunció al mundo la caída de la capital alemana. El equipo de búsqueda principal, liderado por el coronel general Zavenyaguin, llegó a la ciudad el 3 de mayo; lo acompañaban el coronel general V. A. Majniov, y los físicos nucleares Yuli Borísovich Jaritón, Isaak Konstantínovich Kikóin y Lev Andréievich Artsimóvich. Gueorgui Nikoláievich Fliórov había llegado antes, aunque Kikóin no había convocado ningún grupo en vanguardia. Los objetivos primarios de su misión eran el Instituto Kaiser-Wilhelm de Física (KWIP), la Universidad de Berlín, y el Technische Hochschule Berlin (la Universidad Técnica de Berlín).
Los equipos de búsqueda ocuparon un edificio entero en Berlin-Friedrichshagen, lo bastante grande como para alojar a todos los científicos alemanes "recuperados" durante la operación.
Desgraciadamente para los rusos, el KWIP había sido trasladado entre 1943 y 1944 a Hechingen, en el límite de la Selva Negra, que se convertiría en zona de ocupación francesa. Este desplazamiento, unido a un poco de suerte, permitió a los estadounidenses hacerse con la mayor parte de los científicos alemanes asociados a la investigación atómica (véase Operación Alsos y Operación Epsilon). La única sección del instituto que permanecía en Berlín era la Sección de física de bajas temperaturas, dirigida por Ludwig Bewilogua, responsable además de la batería exponencial de uranio.

## Científicos alemanes "recuperados"

### Manfred von Ardenne, Hertz, Thiessen y Volmer
Manfred von Ardenne, director de su instituto privado (el Forschungslaboratoriums für Elektronenphysik), en Berlin-Lichterfelde, Gustav Hertz, Premio Nobel y director del Laboratorio de Investigación II Siemens en Berlin-Siemensstadt, Peter Adolf Thiessen, profesor ordinario en la Universidad Friedrich-Wilhelms y director del KWIPC (Kaiser-Wilhelm Institut für physikalische Chemie und Elektrochemie) en Dahlem (Berlín), y Max Volmer, profesor ordinario y director del Instituto de Química Física de la Technische Hochschule, en Charlottenburg, habían hecho un pacto. Este pacto consistía en que el primero de ellos que fuese contactado sería su representante ante los soviéticos. Los fines de este pacto eran tres: 
- Prevenir el saqueo indiscriminado de sus instituciones científicas,
- Continuar sus investigaciones sin incidencias, y
- Protegerse mutuamente en caso de acusaciones por su implicación pasada con el régimen nazi.[13]

Antes del fin de la Segunda Guerra Mundial, Thiessen (miembro del NSDAP) había tenido ciertos contactos con grupos comunistas. El 27 de abril de 1945, Thiessen llegó al instituto de von Ardenne en un vehículo blindado con un mayor ruso, quien era también un destacado químico, y proporcionaron a von Ardenne una carta de protección (Schutzbrief).
Los cuatro científicos asociados al pacto, y buena parte de su personal, fueron llevados a la Unión Soviética.
El instituto de von Ardenne fue revisitado el 10 de mayo por el coronel general Majniov, a quien acompañaban Artsimóvich, Fliórov, y Migulin. Al final de la reunión que se sostuvo, Majniov sugirió que Ardenne continuaría su trabajo en la Unión Soviética. Este aceptó y lo puso por escrito. El 19 de mayo, Zavenyaguin informó a Ardenne que el gobierno soviético le había propuesto como responsable de un gran centro de física para continuar su trabajo. Dos días más tarde, Ardenne, acompañado por su mujer, su suegro, su secretaria Elsa Suchland y el biólogo Wilhelm Menke volaron a Moscú. Poco después, el resto de la familia de Ardenne y el equipamiento de su laboratorio fueron transportados a la Unión Soviética.
Von Ardenne fue nombrado director del nuevo instituto creado expresamente para él, llamado Instituto A en Sinop, en la periferia de Sujumi. En su primera reunión con Lavrenti Beria, se le propuso participar en la construcción de la bomba atómica, pero dándose cuenta de que la colaboración en un proyecto de esas características haría inviable su regreso a Alemania, sugirió trabajar en el campo del enriquecimiento de isótopos, sugerencia que Beria aceptó. Los objetivos, pues, del Instituto A de von Ardenne, eran los siguientes:
- Separación electromagnética de isótopos (especialidad de la que von Ardenne era responsable),
- Investigación de técnicas de producción de barreras porosas para la separación de isótopos, encomendada a P. Adolf Thiessen, y
- Técnicas moleculares de separación de isótopos de uranio, dirigida por Max Steenbeck, quien había sido colega de Hertz en Siemens.

Mientras Steenbeck trabajaba en el proceso teórico de separación centrífuga de isótopos, Gernot Zipper, austríaco, lideraba el equipo experimental del grupo de Steenbeck. Incluso después de dos décadas, el trabajo de Steenbeck y Zippe en el desarrollo de ultracentrífugos fue reconocido por científicos occidentales como muy avanzado.
El KWIPC fue el único instituto del Kaiser-Wilhelm Gesellschaft que no había sido desplazado de Berlín en el período de 1943-1944. Thiessen y una docena de sus más notables colaboradores fueron enviados a la Unión Soviética. En el instituto A, Thiessen se convirtió en el encargado principal del desarrollo de técnicas para la producción de barreras porosas para la separación de isótopos. 
Todo el equipamiento del laboratorio de Hertz y su personal fueron trasladados a la Unión Soviética. Hertz fue nombrado líder de un nuevo instituto creado para él, el Instituto G, en Agudseri (Agudzery), unos 10 km al sureste de Sujumi, en los suburbios de Gulripsh. Los temas asignados al Instituto G fueron:
- Separación de isótopos por difusión en un flujo de gases inertes, encomendada a Gustav Hertz,
- Desarrollo de una bomba de condensación, proyecto asignado a Justus Mühlenpfordt,
- Diseño y construcción de un espectrómetro de masas que determinase la composición isotópica del uranio, bajo el mando de Werner Schütze,
- Desarrollo de particiones de difusión sin marco -cerámicas- para filtros, del que Reinhold Reichmann era responsable, y
- Desarrollo de una teoría de estabilidad y control de una cascada de difusión, bajo la organización de Heinz Barwich.[27][28]

Volmer fue inicialmente asignado al Instituto G, pero a finales de enero de 1946, se lo reasignó al Nauchno-Isslédovatelski Institut-9 (NII-9, Instituto de Investigación Científica n.º 9) de Moscú; se le proporcionó un equipo de expertos dirigido a la producción de agua pesada. La organización de Volmer estaba coordinada por Aleksandr Mijáilovich Rosen, y diseñó un proceso de producción de agua pesada basado en el contraflujo de amonio. Las instalaciones fueron construidas en Norilsk y completadas en 1948, tras lo cual la organización de Volmer fue transferida al grupo de Zinaída Yershova, que trabajaba sobre la extracción de plutonio a partir de productos de fisión.

### Nikolaus Riehl
Desde 1939 a 1945, Nikolaus Riehl fue el director del destacamento científico de la Auergesellschaft en Rheinsberg (Brandeburgo). En 1939, se dio percató de que grandes cantidades de uranio "usado" procedente de la producción de radio podrían ser reutilizadas en el campo de la energía nuclear. Apoyándose en la Heereswaffenamt (HWA, Oficina Burocrática del Ejército), obtuvo eventualmente una orden para la producción de óxido de uranio, que inició en la planta de Auergesellschaft en Oranienburg, al norte de Berlín.
Cercano el fin de la Segunda Guerra Mundial, mientras británicos, estadounidenses y soviéticos se acercaban a Berlín, Riehl y parte de su personal se desplazaron a un pueblo al oeste de Berlín, con la intención de evitar caer en poder de los soviéticos. Sin embargo, a mediados de mayo de 1945, y con la ayuda de Karl Zimmer, los físicos nucleares soviéticos Gueorgui Fliórov y Lev Artsimóvich aparecieron repentinamente, luciendo uniformes de coronel de la NKVD. Solicitaron a Riehl que se reuniese con ellos en Berlín al cabo de algunos días, y así Riehl conoció al físico nuclear Yuli Jaritón, que también vistió en este encuentro el uniforme de coronel de la NKVD. Riehl fue detenido durante una semana en el edificio adquirido por el equipo de búsqueda ruso, en Berlin-Friedrichshagen. Esta breve reclusión se convertiría en una estancia de 10 años en la URSS. Riehl y su equipo, incluidas sus familias, volaron a Moscú el 9 de julio de 1945.
Desde 1945 a 1950, Riehl estaría a cargo de la producción de uranio en la Planta 12, en Elektrostal (Электросталь). Tras la detonación de la bomba de uranio rusa, la producción de uranio aumentó tan firmemente que la supervisión de Riehl ya no fue necesaria en la Planta 12. Riehl fue enviado, en 1950, a dirigir un instituto en Sungul', donde permaneció hasta 1952. Esencialmente, los miembros que aún quedaban de su antiguo equipo de investigación fueron enviados a otros destinos, con la excepción de H. E. Ortmann, A. Baroni (prisionero de guerra), y Herbert Schmitz (prisionero de guerra), quienes acompañaron a Riehl. Sin embargo, en diciembre de 1947 Riehl ya había enviado a algunos miembros de su equipo, como Born, Catsch, y Zimmer, a dicho instituto. En aquel centro se dedicó a estudiar el manejo, tratamiento y uso de los productos radiactivos generados en reactores, así como en investigar los efectos de la radiación sobre los seres vivos, entre otros estudios de dosimetría y radioquímica. El instituto era conocido como el "Laboratorio B", y estaba supervisado por el XIX Directorio de Jefatura del NKVD (MVD después de 1946), la misma organización que se encargaba del Alsos Ruso. El personal científico del Laboratorio B -una sharashka- era tanto soviético como alemán, la mayoría de estos últimos prisioneros o exiliados, aunque miembros del personal de servicio eran realmente criminales. El "Laboratorio V", dirigido por Heinz Pose, era también una sharashka, dedicada al proyecto atómico soviético. Otros científicos alemanes de renombre en las instalaciones eran Werner Czulius, Hans Jürgen von Oertzen, Ernst Rexer y Carl Friedrich Weiss.
El Laboratorio B era también conocido bajo otro nombre en clave, Объект 0211 (Ob’ekt 0211, Objeto 0211), o simplemente como "Objeto B". En 1955, el Laboratorio B fue clausurado. Parte de su personal fue transferido a otros destinos, pero la mayoría de los científicos fueron asimilados en un nuevo instituto de armas nucleares, el Instituto Científico de Investigación-1011, NII-1011; conocido hoy como el Centro Nuclear Federal Ruso del Instituto Panruso de Investigación Científica de Física Técnica, o RFYaTs–VNIITF. El NII-1011 era designado como предприятие п/я 0215, por ej., también según el código postal 0215 y como Объект 0215 (Objeto 0215); la última denominación también fue usada en referencia al Laboratorio B después de su clausura y su asimilación en el NII-1011.
Uno de los prisioneros políticos en el Laboratorio B había sido compañero de Riehl en el KWIH, N. V. Timoféiev-Resovski, quien había sido detenido como ciudadano ruso por las fuerzas soviéticas en Berlín, y sentenciado a 10 años en el Gulag. En 1947, Timoféiev-Resovski fue rescatado de las terribles condiciones del campamento de prisioneros del Gulag, y tras un período de recuperación, fue enviado a Sungul' hasta el fin de su condena. De cualquier manera, el científico hizo una importante aportación al proyecto de la bomba atómica soviética: en el Laboratorio B, Timoféiev-Resovski dirigió un departamento de investigación sobre biofísica.
Tras el regreso de Riehl a Alemania, en junio de 1955, -que fue solicitado y negociado por el científico- pasó por un período de cuarentena en Agudseri, que comenzó en 1952. La casa en la que Riehl había vivido había sido diseñada por Volmer, y anteriormente ocupada por Hertz, cuando este era director del Laboratorio G.

### Otros miembros del equipo
Pocos de los científicos enviados a la URSS por Zavenyaguin durante las primeras seis semanas protestaron. este es el caso de Heinz Barwich. Además de sus ideas izquierdistas, afirmó que se sentía motivado para trabajar en la Unión Soviética por su situación personal: Con 33 años, casado, tres hijos y un cuarto en camino, el desempleo no era una perspectiva muy apetecible para un científico. 
Ludwig Bewilogua, cabeza de la sección de "Física de bajas temperaturas" del KWIP, se había quedado atrás, al cargo de la batería exponencial de uranio después de que otras secciones fuesen desplazadas a Hechingen. Al poco, él y todo su personal y equipo de laboratorio fueron trasladados a la URSS. Otros científicos desplazados fueron Robert Döpel (un científico atómico de Leipzig), Wilhelm Eitel (químico), Reinhold Reichmann (especialista en separación de isótopos, destinado con Barwich), Gustav Richter (colega de Hertz en Siemens y asignado a la producción de agua pesada en NII-9), W. Schütze (separación de isótopos y experto en ciclotrones) y Karl Zimmer (físico atómico y biólogo del Kaiser Wilhelm Gesellschaft (Instituto para la Investigación Neurológica en Berlin-Buch), y colaborador de Riehl en el Auergesellschaft.
Para dar una idea de la cantidad de científicos enviados a la URSS para desarrollar la bomba, Oléynikov refiere que hacia finales de 1940, había casi 300 científicos trabajando en el Instituto A de von Ardenne (y no representaban la totalidad del personal), de modo que no es aventurado suponer que más de 300 alemanes fueron enviados para trabajar en el proyecto soviético de la bomba atómica.
Los equipos de búsqueda y recuperación de Zavenyaguin trabajaron intensamente en la identificación de personas y equipos apropiados para la investigación atómica rusa. No hay duda de que el éxito del proyecto Alsos Ruso influyó en el arranque de la Operación Osoaviajim, más amplia y con fines más generales. La noche del 21 de octubre de 1946, unidades de la NKVD y del Ejército Rojo, dirigidas por el delegado jefe de Beria, el coronel general Iván Serov, empezaron a reunir y enviar a miles de científicos y técnicos alemanes hacia el este, junto con sus familias, transportándolos gracias a 92 trenes diferentes, rumbo a la industria armamentística soviética.

### Premios del Estado
En 1947, Ardenne recibió el Premio Stalin, por su desarrollo de un microscopio electrónico de sobremesa. En 1953, antes de su regreso a Alemania, le otorgaron el Premio Stalin de Primera Clase por sus contribuciones al proyecto atómico soviético; la dotación de este premio (100.000 rublos) fue usada para adquirir un instituto científico privado en Alemania del Este. Según el acuerdo pactado entre von Ardenne y las autoridades soviéticas al poco de su llegada, el equipamiento que había traído a la URSS al acabar la guerra no debía ser confiscado como material de reparación de guerra, de modo que pudo volver a llevárselo en diciembre de 1954 cuando regresó a su patria.
En 1951, Hertz fue condecorado ex aequo con Barwich con el Premio Stalin de Segunda Clase. Hertz continuó en la URSS hasta 1955, cuando regresó a la RDA. Ese mismo año, Thiessen recibió el Premio Stalin de Primera Clase, por el desarrollo de tecnologías de enriquecimiento de uranio. También regresó a la RDA a mediados de los 50.
Por sus valiosas contribuciones científicas, Riehl recibió un Premio Stalin de Primera Clase y un Premio Lenin; además fue nombrado Héroe del Trabajo Socialista. Como parte de este reconocimiento, recibió una dacha al oeste de Moscú, que nunca llegó a visitar. En 1955, escapó de la RDA hacia Alemania Occidental.

## Producción de uranio
En sus primera etapas, el proyecto nuclear soviético acusaba una crítica carestía de uranio. En mayo de 1945, el único laboratorio atómico en funcionamiento (llamado Laboratorio n.º 2) tenía disponibles unas escasas siete toneladas de óxido de uranio. La condición crítica de sus reservas puede apreciarse simplemente atendiendo a las necesidades del primer reactor de uranio F-1 y el primer reactor de producción de plutonio (el reactor "A") de los Urales: La primera carga del F-1 requería 46 toneladas, a las que había que sumar las 150 toneladas necesarias para arrancar el reactor "A".
Los equipos de búsqueda enviados a Alemania, Austria y Checoslovaquia eran perfectamente conscientes de la urgente necesidad de uranio. Sin embargo, el general Leslie Groves, comandante del Proyecto Manhattan estadounidense también sabía de las necesidades de dicho proyecto, así como de la búsqueda que los rusos estaban realizando en Europa. Por ello Groves, interesado en retrasar el desarrollo atómico soviético todo lo posible, se las arregló para retirar 1.200 toneladas de mineral de uranio de una mina de sal cerca de Stassfurt, un área que iba a caer en manos de los soviéticos. Este depósito resultó ser el grueso de las reservas germanas de uranio.
Tan pronto como las tropas soviéticas ocuparon Viena, un equipo de búsqueda fue enviado a Austria. Vladímir Shevchenko (director del NII-9) e Ígor Nikoláievich Golovín, del Laboratorio n.º 2, permanecieron en Viena desde el 13 de abril hasta el 10 de mayo de 1945. Se entrevistaron con científicos del Instituto Radium de la Academia de las Ciencias y del Segundo Instituto Físico de la Universidad de Viena. La información obtenida les proporcionó un conocimiento general de las organizaciones alemanas relacionadas con el Proyecto Uranio, incluyendo algunas empresas dedicadas a la producción metálica de uranio. En un edificio de la Auergesellschaft recuperaron 340 kg de uranio metálico -un precursor de lo que hallarían más tarde en Alemania- en tanto que el Auergesellschaft era uno de los principales productores.
Las instalaciones de la Auergesellschaft en Oranienburg almacenaban un total de 100 toneladas métricas de óxido de uranio de gran pureza. Los estadounidenses habían bombardeado el área a finales de la guerra para impedir que los rusos se hiciesen con este material. Los soviéticos confiscaron estos recursos (que representaron entre el 25 y el 40% del uranio obtenido en Alemania y Checoslovaquia) en concepto de reparaciones de guerra. Jaritón afirmó que dicho material había ahorrado un año de trabajo en el proyecto atómico.
Jaritón y Kikóin, antes de saber del hallazgo de Oranienburg, habían iniciado un plan de búsqueda exhaustiva por su cuenta. Tras inspeccionar una planta en el distrito de Grunau, supieron que la empresa Rohes había enviado varios cientos de toneladas de uranio, pero no lograron averiguar su destino final. Estando en Potsdam, lograron determinar el nombre del director de la sucursal de Rohes en Bélgica: Los servicios de contrainteligencia del SMERSH localizaron y arrestaron a dicho individuo y lo presentaron ante los dos físicos. Interrogado por el SMERSH, el hombre admitió que el uranio se encontraba en Neustadt. Desafortunadamente, había 20 ciudades en Alemania con ese nombre, 10 de las cuales estaban en el área de ocupación soviética. Finalmente, en Neustadt am Glewe, dieron con otras 100 toneladas de óxido de uranio: otro gran hallazgo que daría un impulso clave al proyecto atómico soviético.